# Maria Monserrat Bennàssar
Maria Monserrat Bennàssar (Santanyí, 20 de juliol de 1977) és una política santanyinera. Llicenciada en dret a la Universitat de Barcelona el 2000. De l'u d'abril de 2004 al 9 de gener de 2005 fou tècnic administració general a l'Institut de Serveis Socials i Esportius de Mallorca. Des d'aquell moment fins al 30 de novembre de 2005 fou secretaria tècnica de l'empresa Infraestructures i Obres Portuàries S.A. El 2 de gener de 2006 tornà al mateix càrrec a l'ISSEM fins al desembre de 2007. Llavors passà a ser tècnic administració general al Consell de Mallorca, Departament de Presidència. El 21 de setembre de 2010, prengué possessió del càrrec de diputada al Parlament de les Illes Balears, després de la renúncia del diputat Miquel Munar, per desavinencies amb la direcció de PP.

## Experiència política i càrrecs
- Des del 1995 afiliada al PP.
- És membre de la Junta Directiva Regional del Partit Popular.
- És membre del Consell de Direcció Insular del Partit Popular.
- Des del 2003 és Regidora de l'Ajuntament de Santanyí, actualment com a Regidora de Festes.
- Des del 10 de setembre de 2010 és diputada al Parlament de les Illes Balears pel Grup Parlamentari Popular.[3]
  - Membre de la Comissió de Cultura, Educació i Esports; la Comissió de control sobre la Radiotelevisió Illes Balears; Comissió de Drets Humans del Parlament.[4][5]